# سیارک ۶۲۸۴
سیارک ۶۲۸۴ (به انگلیسی: 6284 Borisivanov، نامگذاری:1981EM19) شش هزار و دویست و هشتاد و چهارمین سیارک کشف شده‌است که در ۲ مارس ۱۹۸۱ کشف شد.
قدر مطلق سیارک برابر ۲۸.۲ است.